# Jacquemontia eastwoodiana
Jacquemontia eastwoodiana là một loài thực vật có hoa trong họ Bìm bìm. Loài này được I.M. Johnst. mô tả khoa học đầu tiên năm 1924.